# Droit azerbaïdjanais

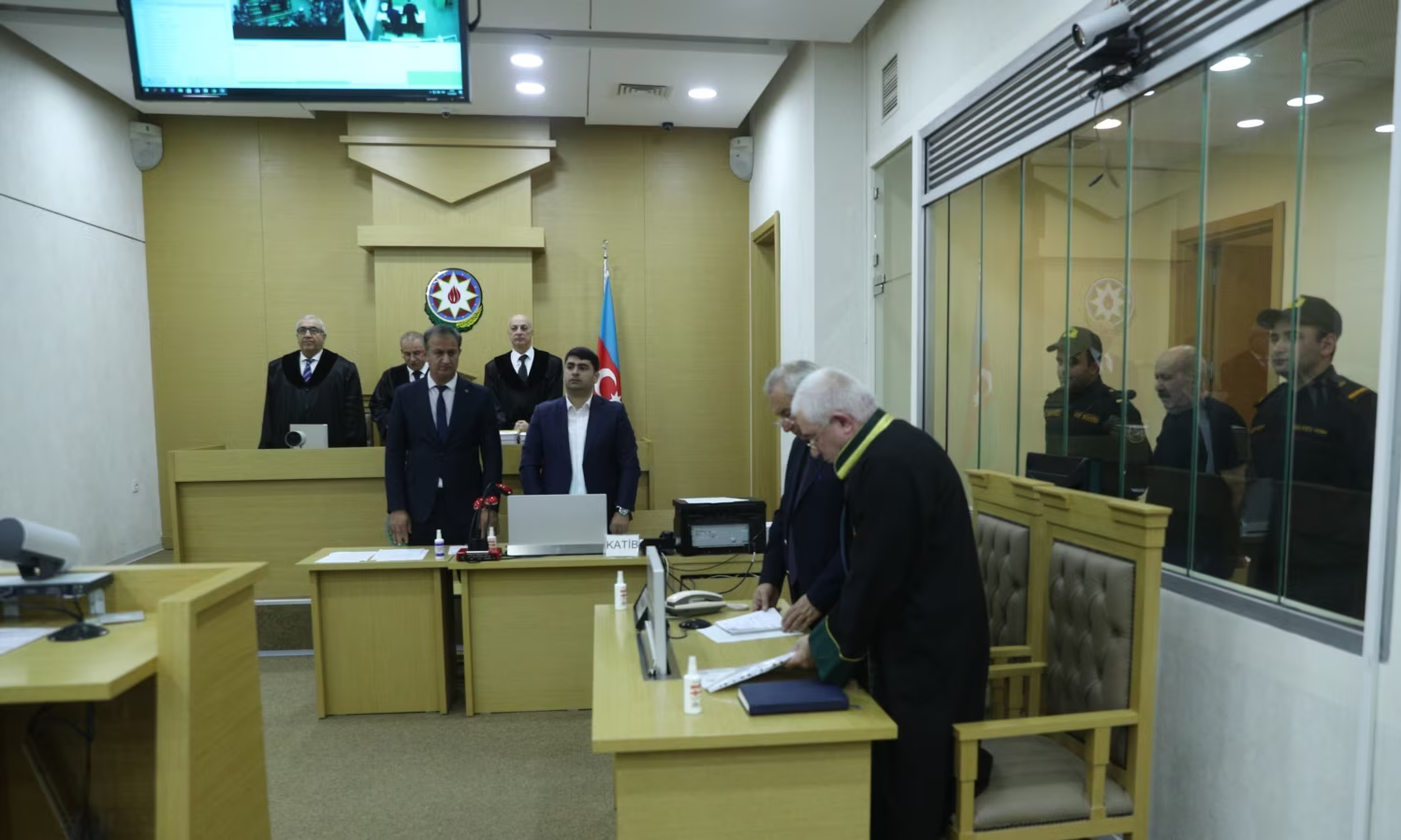
Un procès en Azerbaïdjan.

Le droit azerbaïdjanais est le droit de tradition civiliste appliqué en Azerbaïdjan. Jusqu'en 1991, le pays faisait partie de l'Union soviétique, par conséquent, son histoire légale est fortement influencée par le droit soviétique.

## Histoire
Selon Kh. J. Ismayilov, la culture juridique zoroastriste pendant la période Davestani a exercé une influence déterminante sur l’histoire du droit en Azerbaïdjan.

### Empire russe
Des tribunaux de district (en) sont créés en 1840 au niveau des raïons. En 1868, des juges de paix caractéristiques du système judiciaire russe (ru) sont installés dans les districts de Baku et Ganja, et entre 1866 et 1870, les réformes judiciaires d'Alexandre II (en) font établir des tribunaux villageois dans les zones rurales d’Azerbaïdjan.

### Union soviétique
En 1920, la première constitution azerbaïdjanaise est promulguée.
Selon, c’est le 9 avril 1922 que la profession d’avocat est pour la première fois organisée, avec la création officielle du barreau de l'Azerbaïdjan soviétique. Bilgeyis Hashimzade (az) devient la première femme juriste en Azerbaïdjan en 1926.
Le code pénal de 1922 contient une sanction pour non-déclaration d’infection par une maladie contagieuse.
Le 16 juin 1923, le premier Code civil est adopté et entre en vigueur. Le 8 septembre de la même année, il est publié dans la revue Bakinskiy Rabochiy. Contrairement à ceux des autres républiques soviétiques, le Code civil azerbaïdjanais de 1923 incluait des sections sur le droit du mariage, de la famille et de la tutelle. Ailleurs en URSS, ces domaines étaient régis par des lois distinctes.

### Indépendance
Selon Oğuzhan Uzar, le leader Heydar Aliyev conduit des réformes importantes de la justice après l’indépendance.
L’Azerbaïdjan adhère à plusieurs textes de droit international sur les droits des femmes, ratifiés dès les années 1990.
Après la chute de l’union soviétique, des juristes de la Deutsche Gesellschaft für Internationale Zusammenarbeit accompagnent la rédaction d’un nouveau Code civil pour l’Azerbaïdjan. Contrairement à d’autres pays soviétiques, l’Azerbaïdjan n’a pas reçu de financements des États-Unis pour faire changer sa législation civile, car la section 907 du Freedom Support Act, adoptée en 1992 par le Congrès à l’initiative d’activistes arméniens, interdit tout soutien de ce genre.

## Sources du droit
L'article 148(1) de la Constitution établit la hiérarchie des normes internes suivantes :
- la Constitution,
- les actes adoptés par référendum,
- les lois,
- les décrets,
- les résolutions du Cabinet des ministres
- les actes normatifs de l'administration centrale.

### Constitution
La Constitution est la norme suprême au sein de la République d'Azerbaïdjan. Son contenu est à effet direct. Elle sert de base à l'ensemble du système législatif de l’État.

### Actes adoptés par référendum
L'article 148(1) dispose que ces actes doivent être conformes à la Constitution et supérieurs aux traités internationaux.

### Traités internationaux
Les traités internationaux font partie intégrante du système législatif de l'Azerbaïdjan. Ils doivent se conformer à la Constitution et aux actes adoptés par référendum.

### Législation
L'Assemblée nationale de la République d'Azerbaïdjan peut adopter des lois constitutionnelles, des lois et des résolutions dans son domaine de compétence.

### Décrets
Les décrets sont les normes adoptées par le président de la République d'Azerbaïdjan. Ils doivent se conformer à la Constitution, aux actes adoptés par référendums, aux traités et aux lois.

### Résolutions du Cabinet des ministres
Les résolutions du Cabinet des ministres sont les normes adoptées par le Premier ministre d'Azerbaïdjan . Elles doivent se conformer à la Constitution, aux actes adoptés par référendums, aux traités, aux lois et aux décrets du président. Ces actes ne sont publiés au journal officiel que s'ils sont obligatoires pour les citoyens ou une autorité administrative.

### Normes de la République autonome de Nakhitchevan
Le système législatif de la République autonome de Nakhitchevan  doit être conforme au système législatif de l'Azerbaïdjan.

## Sources
- (en) Cet article est partiellement ou en totalité issu de l’article de Wikipédia en anglais intitulé « Law of Azerbaijan » (voir la liste des auteurs).

## Compléments